# 福島民友
福島民友（ふくしまみんゆう）は、福島県福島市に本社を置く地方紙。福島民友新聞株式会社（ふくしまみんゆうしんぶん）が発行する。県内では福島民報とともに主要な県紙である。

## 概要
1895年（明治28年）5月20日に榊時敏、太田虎之助らによって創刊された福島実業新聞を母体とし、その後いくつかの紙名変更を経て、1899年（明治32年）11月25日付から現紙名となる。
1941年（昭和16年）1月1日に報道統制（一県一紙政策）により休刊に追い込まれたが、戦後1946年（昭和21年）2月20日に復刊。復刊当初は河北新報社に印刷を委託していたが、1948年（昭和23年）に読売新聞社（現・読売新聞東京本社）の支援を仰ぐことで経営を安定させ、1949年（昭和24年）から自社印刷を再開した。
1982年（昭和57年）に製作工程を鉛の活字から電算写植に移行し、1998年（平成10年）に画像も含めた全製作工程を完全CTS化した。
2004年（平成16年）からは、紙面製作は福島市の本社で行い、印刷は郡山市という体制に移行している。郡山市の工場では読売新聞とスポーツ報知の福島県・山形県に発行する分も印刷されている。
2009年（平成21年）5月20日、かねてから資本面で関係のある読売新聞と記事を相互に提供する編集協力を締結した。福島県では発行されていない読売新聞の夕刊や読売朝刊の首都圏の各地方版に掲載された記事を福島民友に掲載し、読売新聞福島県版では福島民友から福島県内のニュースダイジェストを掲載するというもので、同年6月1日付から開始した。これに伴い、読売新聞は県内2か所の通信部を廃止した。
1985年、2001年、2005年に医学記事賞、2003年には農業ジャーナリスト賞、2015年には連載記事「復興の道標」で復興支援坂田記念ジャーナリズム賞を受賞している。
福島市にJRA福島競馬場があることから、ライバル紙の福島民報と同様に地方紙には珍しく競馬専門の記者がいる。以前は「木曜スペシャル競馬特集」と題し、大川慶次郎・山崎正行・瀬上保男の3人が座談会方式で予想を担当していた。毎年秋の中央競馬福島開催の番組には「福島民友カップ」（ダート1700メートル）という古馬のリステッド競走が組まれており、社杯を出している。
また、一時期『民友新聞』と改題して宮城県でも発行していたことがある（宮城撤退後に、紙名を元の『福島民友』に戻した）。

## 沿革
- 1906年（明治39年）- 英語記事のページを開設。
- 1941年（昭和16年）- 当時の政府の指導で1県1紙とする原則から、一旦休刊する。
- 1946年（昭和21年）- 河北新報社との印刷提携で復刊。
- 1948年（昭和23年）- 読売新聞社と業務提携。
- 1949年（昭和24年）- 自社印刷工場開設。
- 1981年（昭和56年）- 活字が鉛からコンピュータ使用に変更。
- 1986年（昭和61年）- 福島市柳町に新社屋完成。
- 1990年（平成2年）-「民友県民大賞」創設。
- 1995年（平成7年）-「財団法人福島民友愛の事業団」設立。
- 1997年（平成9年）- 題字を縦から横に変更。カラー紙面導入。
- 1998年（平成10年）- 全制作工程をCTS化
- 1999年（平成11年）- Gコードテレビ番組表掲載開始。ホームページ開設。
- 2000年（平成12年）- 夕刊を3月31日付で休刊。4月から毎週木曜日に1週間のテレビ番組を掲載した別刷り「TOUCH」（タッチ）創刊。
- 2001年（平成13年）- ホームページのiモードヴァージョン開設。
- 2003年（平成15年）- 新聞制作システムを更新。
- 2004年（平成16年）- 新聞印刷を福島市の自社工場から郡山市の新工場（読売新聞の関連会社、民友は出資していない）へ切り替え。
- 2005年（平成17年）-  ハローキティ[注 5]をCMキャラクターに起用。
- 2009年（平成21年）- 読売新聞と福島民友との間で、記事を相互に提供する編集協力を締結。
- 2011年（平成23年）- 3月11日に発生した東北地方太平洋沖地震の影響で12日付朝刊は8ページで発行。12日昼には4ページの特別号外を発行。13、14日付朝刊は16ページで発行した[8]。また、相双支社に勤務していた24歳の男性記者が津波に飲まれ、4月2日に死亡が確認された[9]。
- 2023年（令和5年） - 7月1日から購読料を月極め3,700円、1部売り160円に値上げ。同日に定期購読者限定の電子新聞「みんゆうプラス」サービスを開始。定期購読者は無料で利用可能。なお、民友の値上げは1997年2月、2019年3月に次ぐものになり今回は4年余りでの改定になる。

## 所在地
- 本社 - 福島市柳町4-29
- 総支社 - 郡山
- 支社 - 東京、大阪、仙台、いわき、若松、白河、相双、県北、須賀川、喜多方、二本松
- 支局 - 福島、川俣、飯坂、本宮、石川、田村、棚倉、猪苗代、坂下、南会津、相馬、浪江、富岡、小名浜、勿来、ふたば

## 地域版
福島市内版、県北版、郡山版、県南版、会津版、いわき版、相双版
各地方版に、その地域にあるコミュニティFM局の番組表を掲載。

### ウイークリー情報「TOUCH」
毎日の番組表とは別に、1週間分の番組表や見ものなどが掲載されている。タブロイド判16ページ。毎週木曜日発行。
- NHKテレビ、NHK Eテレ、福島中央テレビ、福島放送、テレビユー福島、福島テレビ（フルサイズ）
- NHKBS、NHKBSP4K、BS日テレ、BS朝日、BSTBS、BSテレ東、BSフジ、BSイレブン、TwellV、日本テレビ、テレビ朝日、TBSテレビ、テレビ東京、フジテレビ（ハーフサイズ）

## 週間天気予報と前日の天気・気温の掲載地点

### 週間天気予報（一面）
- 福島、二本松、郡山、須賀川、田村、白河、相馬、南相馬、浪江、平、小名浜、若松、喜多方、猪苗代、西会津、田島

### 前日の天気・気温（社会面）
- 福島、郡山、白河、若松、小名浜、札幌、秋田、仙台、宇都宮、東京、新潟、名古屋、京都、大阪、広島、高知、福岡、那覇
  - 2014年以降はそれまで1面に掲載されていた天気図・天気概況と共に掲載されている。

## 関連人物
- 野村俊夫 - 1924年から1931年まで在籍。退職後は作詞家に転身。